# 维克托·曼努埃尔·罗曼-雷耶斯
维克托·曼努埃尔·罗曼-雷耶斯（西班牙語：Víctor Manuel Román y Reyes；1872年10月13日—1950年5月6日），尼加拉瓜政治人物，担任尼加拉瓜总统，任内推动签署《尼加拉瓜自由党与尼加拉瓜保守党联盟的协议》。

## 生平
1872年，出生于尼加拉瓜。
1947年，担任总统直到1950年:217。